# ノベルティ (企業)
株式会社ノベルティ（英: Novelty Inc.）は、千葉県船橋市に本社を置くWEB制作・企画・運営会社。

## 概要
WEBサービス制作事業、WEBマーケティング事業を中心に販促や集客の支援を行っている。
船橋市を中心とした情報サイト「トコトコふなばし」を運営、船橋の地域情報を独自の目線で配信している。

## 沿革
- 2014年　ノベルティ創業
- 2016年　株式会社ノベルティ設立
- 2020年　船橋市地域情報サイト「トコトコふなばし」リリース
- 2021年　同市内にオフィス移転

## 主な事業
WEB
- Webデザイン、制作全般
- サイト運営、企画、ディレクション
- ランディングページデザイン、制作
- ECサイト制作、運営
- その他WEB業務全般

マーケティング
- 集客・販促対策全般
- SNSマーケティング
- ITコンサルティング
- コンテンツマーケティング
- リスティング広告運用

各種デザイン・DTP
- ロゴ、名刺、ショップカード、フライヤー、パンフレット、DM、パッケージ、など全般

その他
- IT導入補助金申請
- 各種コンサルティング・講師
- 地域創生事業
- インフルエンサープロモーション事業
- ローカルメディア「トコトコふなばし」運営